# Ernesto Fernández Samaniego
Ernesto Fernández Samaniego (n. Valladolid; 19 de junio de 1968) es un exjugador de baloncesto español. Con 1.86 de estatura, jugaba en el puesto de Base.
Destacaba por una potentísima entrada a canasta y un físico privilegiado, aunque no prodigaba en exceso el tiro exterior.
Tras su paso en categorías inferiores por las diferentes Selecciones Regionales (de Valladolid y de Castilla y León) y una temporada en Segunda División (aún en edad juvenil) ingresa en las categorías inferiores del Forum Filatélico, de donde da el salto a la ACB, después jugaría en Huesca, Badajoz, Murcia y Granada.
Se retira de la práctica activa en 1994.
En junio de 2009 publica su primera novela: "La Grieta del Alma".

## Equipos
- 1986/87 – Liga ACB: Magia de Huesca.
- 1987/88 – Liga ACB: Magia de Huesca.
- 1988/89 – Primera B: Cajabadajoz.
- 1989/90 – Primera B: Juver de Murcia. Ascenso a la ACB.
- 1990/91 – Liga ACB: Puleva Baloncesto Granada.
- 1991/92 – Liga ACB: Granada.
- 1992/93 – Badajoz Baloncesto.